# Gajul
Gajul (en népalais : गजुल) est un comité de développement villageois du Népal situé dans le district de Rolpa. Au recensement de 2011, il comptait 5 257 habitants.